# Scirtes piceolus
Scirtes piceolus là một loài bọ cánh cứng trong họ Scirtidae. Loài này được Blatchley miêu tả khoa học năm 1924.